# NGC 133
NGC 133 (другие обозначения — OCL 296, Lund 17, C0028+630) — рассеянное скопление в созвездии Кассиопеи.
Этот объект входит в число перечисленных в оригинальной редакции «Нового общего каталога».
Скопление открыто 4 февраля 1865 года Генрихом Д’Арре. Оно является наиболее ярким объектом NGC из числа открытых этим наблюдателем.
В небольших телескопах NGC133 может быть идентифицировано как цепочка из пяти ярких звёзд в очень богатом звёздном поле. Одна из этих звёзд — двойная система BD+6293 (ADS 423 A, B), чей компонент A имеет спектральный класс B3.
Возраст скопления не превосходит 10 млн лет. В исследованиях середины XX века было высказано подозрение, что это скопление является не физической группой звёзд, а лишь случайным соединением нескольких относительно ярких звёзд на небесной сфере. Однако в более поздних работах показано, что скопление действительно существует физически, в него входит 10—15 звёзд спектральных классов B0—A5 с близким цветовым показателем B − V = 0,60 ± 0,10 и сходным вектором собственного движения на расстоянии около 630 пк от Солнца. Угловой поперечник скопления составляет около 7 минут дуги.